# Bras Fournier
Pour les articles homonymes, voir Fournier.
La bras Fournier est un affluent de la rivière Valin, coulant dans le territoire non organisé de Mont-Valin, dans la municipalité régionale de comté (MRC) Le Fjord-du-Saguenay, dans la région administrative du Saguenay-Lac-Saint-Jean, au Québec, au Canada.
Une route forestière secondaire dessert la vallée du Bras Fournier ; d’autres routes forestières secondaires ont été aménagées dans le secteur pour les besoins de la foresterie et des activités récréotouristiques,.
La surface du bras Fournier est habituellement gelée de la fin novembre au début avril, toutefois la circulation sécuritaire sur la glace se fait généralement de la mi-décembre à la fin mars.

## Géographie
Le bras Fournier est situé à l’Est du parc national des Monts-Valin.
Les principaux bassins versants voisins du Bras Fournier sont :
- Côté Nord : lac Martin-Valin, lac aux Canots, lac Doumic, rivière à la Cruche, rivière Sainte-Marguerite, bras de l'Enfer ;
- Côté Est : ruisseau Canada, rivière Sainte-Marguerite, rivière Boivin, ruisseau Bella ;
- Côté Sud : rivière Valin, rivière Saguenay, le Petit Bras ;
- Côté Ouest : bras de l'Enfer, rivière Valin, rivière Shipshaw[2].

Le bras Fournier prend sa source à l’embouchure du lac Lamontagne (longueur : 0,9 km ; altitude : 793 m). Cette source est située à 3,8 km à l’Ouest du cours de la rivière Sainte-Marguerite et à 19,5 km au Nord de la rivière Saguenay.
À partir de sa source, le cours du Bras Fournier descend sur 9,3 km selon les segments suivants :
- 2,5 km vers le Sud-Ouest, en formant une courbe vers le Nord-Ouest et en traversant le lac Arseneault (longueur : 0,3 km ; altitude : 652 m) vers le Sud jusqu’à son embouchure ;
- 6,8 km vers le Sud-Ouest dans une vallée encaissée en affichant une dénivellation de 251 m jusqu'à l'embouchure de la rivière[2].

L'embouchure du Bras Fournier correspondant à la confluence d’un ruisseau (venant du Nord-Ouest). Cette confluence constitue la source de la rivière Valin et est située à :
- 20,3 km au Nord-Est de l’embouchure de la rivière Valin ;
- 14,4 km au Nord d’une baie de la rivière Saguenay ;
- 91,4 km au Nord-Ouest de l’embouchure de la rivière Saguenay[2].

À partir de l’embouchure du Bras Fournier, le courant suit le cours de la rivière Valin, puis le cours de la rivière Saguenay jusqu'à la hauteur de Tadoussac où il conflue avec le fleuve Saint-Laurent.

## Toponymie
Le toponyme « bras Fournier » a été officialisé le 5 décembre 1968 à la Banque des noms de lieux de la Commission de toponymie du Québec.